# Isorana
Isorana est une commune rurale malgache située dans la partie nord-est de la région de la Haute Matsiatra. Elle est le chef-lieu du district d'Isandra.

## Géographie
Isorana se situe sur la route nationale 42 de Fianarantsoa à Ikalamavony.

## Économie
L'économie est basée sur l'agriculture et l'élevage. La production des maniocs, arachides, haricots, l’élevage des bœufs, des porcs, des volailles font partie des ressources économiques des habitants de la commune.